# وادي الباذان

أحراش وادي الباذان

وادي الباذان منطقة طبيعية خلابة تقع على بعد 5 كم إلى الشمال الشرقي من مدينة نابلس على الطريق المؤدية إلى غور الأردن. تتميز المنطقة بكثرة ينابيعها وتنوع الحياة البرية فيها. تعد المنطقة من أجمل المناطق الطبيعية في فلسطين وأقيمت فيها محمية طبيعية للحفاظ على الحياة البرية. توجد فيها أنواع كثيرة من الطيور المقيمة والمهاجرة مثل نقار الخشب السوري وصياد السمك والصقر والحسون وتمير فلسطين وأبو زريق والزانح والبلبل والغراب والهدهد والسنونو والحمام البري واليمام واللقلق.
ومن الأنواع النباتية الموجودة العناب الكبير والحور الأبيض والصفصاف الأبيض إضافة إلى نباتات عشبية معمرة مثل الغاب العملاق أو البوص.

## التسمية
بفتح الباء والدال ونون في آخره.وبعضهم يلفظ الدال ذالًا. تقع في الجنوب الشرقي من طلوزة. وسمى بوادي الباذان نسة إلى قرية الباذان.

## التاريخ
وتم اكتشاف آثار تدل على وجود حياة تعود للعصر الأشوري الأوسط. أما في العهد الكنعاني كان وادي الباذان عبارة عن معبر للطريق الذي يربط ما بين شكيم وتل الفارعة وبيسان وكان يُعرف بطريق وادي الباذان الخشنة. في فترة العهد العثماني ونتيجة لتوافر المياه بكثرة تم بناء 15 طاحونة. ومع بداية الانتفاضة الثانية ونتيجة لممارسة الاحتلال الإسرائيلي، تدهورت الحالة الاقتصادية في وادي الباذان مما أثر سلبًا على السياحة في المنطقة.

## معرض الصور

مدخل الباذان
طريق وعرة في وادي الباذان مُحاطة بالأحراش
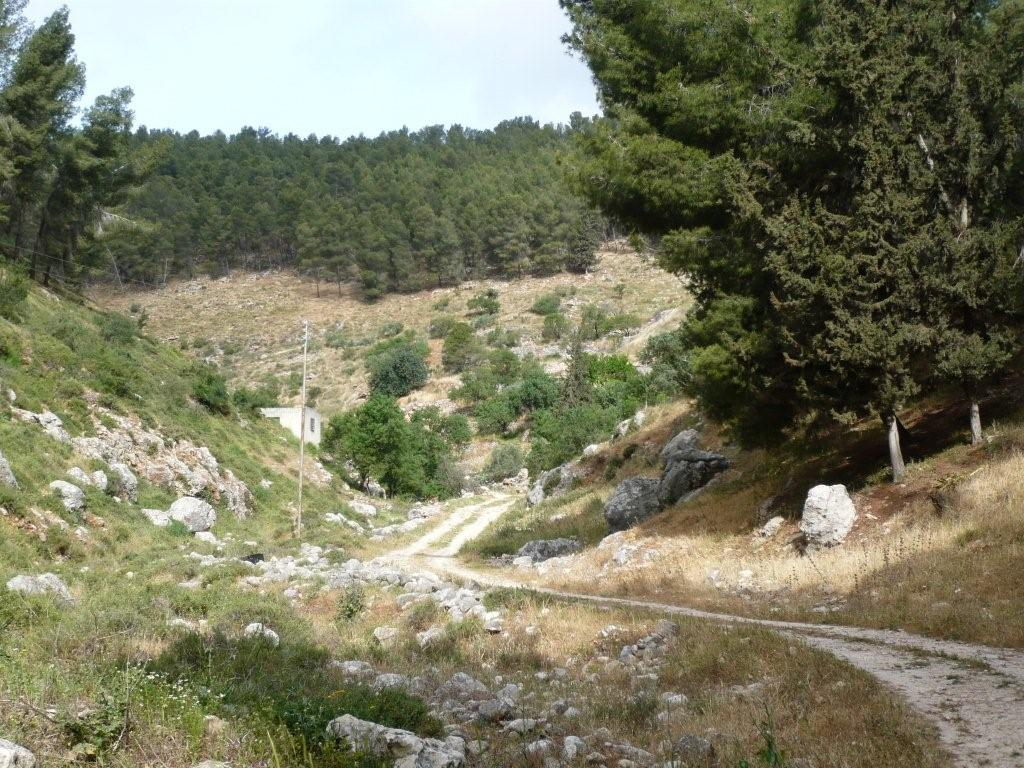
جزء من الوادي مُغطى بالأحراش
نبعه مياه شهيرة تأتي العائلات من المدن المُجاورة للإستجمام بجاورها